# Piruvat carboxilasa

Estructura tridimensional del piruvat carboxilasa en la seva forma de Rhizobium etli i sense acetil-CoA. Creada amb el banc de dades BioViz Studio

La piruvat carboxilasa (PC) és un enzim que catalitza l'addició de diòxid de carboni (carboxilació fisiològicament irreversible) al piruvat per formar oxaloacetat en procariotes i eucariotes. Aquesta reacció rep el nom de reacció anapleròtica i és el primer pas en la gluconeogènesi i també es dona dins el cicle de l'àcid cítric. L'enzim és una proteïna mitocondrial que conté un grup prostètic de biotina i es regula al·lostèricament mitjançant la concentració d'acetil-CoA, manganès i magnesi. La funció de l'enzim depèn de manera crucial d'aquesta regulació, de manera que pràcticament no es pot detectar cap activitat en absència d'acetil-CoA. La piruvat carboxilasa està codificada pel gen PC i les mutacions en aquest gen en humans poden causar una deficiència rara de l'enzim.

## Descobriment
La descoberta de l'enzim va ser treball de Merton F. Utter i D. Bruce Kreech (1959), que formaven part del Departament de Bioquímica de la Western Reserve University School of Medicine a Cleveland. Va ser quan estaven estudiant la distribució intracel·lular dels enzims implicats en la llançadora de l'àcid dicarboxílic i la seva relació amb la gluconeogènesi al fetge de pollastre que van descobrir el piruvat carboxilasa.
A partir de la seva descoberta, l'enzim es va començar a observar en una àmplia varietat de procariotes i eucariotes com els fongs, animals i plantes.
En el metabolisme dels mamífers, la PC té un paper destacat, ja que participa en la gluconeogènesi, la lipogènesi, la biosíntesi de neurotransmissors i en la secreció d'insulina. Aquest enzim es troba expressat de manera molt específica en els teixits, sent així la seva activitat més alta al fetge i als ronyons (teixits gluconeogènics), teixit adipós i glàndula mamària en lactància (teixits lipogènics) i als illots pancreàtics.
L'oxalacetat, producte de la PC, és un intermedi de reacció molt rellevant, ja que s'utilitza en les vies anteriorment mencionades i la seva activitat es troba moderada pel cervell, el cor i la glàndula suprarenal.

## Estructura i expressió del gen
En els fongs, el gen del piruvat carboxilasa (PC o també PYC) no conté introns i l'enzim està codificat per un gen d'una sola còpia (exceptuant Saccharomyces cerevisiae, que en té dues còpies, PYC1 i PYC2, localitzades a dos cromosomes diferents).
En els mamífers, el gen PC s'ha trobat en rates, ratolins i humans. El gen conté 19 exons i 18 introns. Els exons que van del número 2 al 10 codifiquen la seqüència polipeptídica que es troba en el domini de la carboxilació de la biotina. La seqüència polipeptídica que codifica el domini portador de carboxil es troba entre els exons 13 i 14. Finalment, els exons 18, 19 i 20 codifiquen el domini portador de carboxil de biotina C-terminal.
Els gens del piruvat carboxilasa en mamífers estan regulats per múltiples promotors. Per exemple, s'han trobat 5 mRNA de piruvat carboxilasa diferents de cèl·lules de rata, encara que tenien la mateixa seqüència i només es diferenciaven per les seves regions 5′ no traduïdes.

## Estructura de l'enzim
L'estructura del piruvat carboxilasa consta de quatre subunitats idèntiques disposades en una estructura semblant a un tetraedre. S'han determinat estructures cristal·lines de l'holoenzim amb múltiples lligands units. Una descoberta que ha permès revelar els detalls d'unió i les posicions relatives dels dominis portadors de biotina. Cada una de les subunitats presenta una biotina (actua com a braç oscil·lant) encarregada de transportar diòxid de carboni al lloc catalític on s'ajunten els monòmers adjacents.
Per altra banda, cada subunitat està formada per quatre dominis: el domini de carboxilació de biotina, el domini de carboxil transferasa, el domini portador de carboxil de biotina i el domini de tetramerització:
- Domini de carboxilació de biotina (BC): aquest domini catalitza la carboxilació de la biotina dependent de l'ATP. El bicarbonat és el donant del grup carboxil en aquesta reacció. L'estructura de BC conté tres dominis anomenats A, B i C, i el lloc actiu es troba a la interfície entre el domini B i els altres dos. El BC dels bacteris és un dímer estable, mentre que el domini BC dels eucariotes és monomèric en solució i catalíticament inactiu. Malgrat tots aquests coneixements, no s'acaba d'entendre molt bé els modes d'unió dels substrats de biotina i bicarbonat. En conseqüència, tampoc es coneix del tot la base molecular de la seva catàlisi.[11]
- Domini carboxil transferasa (CT): és la regió central de l'enzim.[12] És el domini en el qual la carboxibiotina transfereix el seu grup carboxil al piruvat, formant oxalacetat, i un protó es transfereix del piruvat a la biotina.[13]
- Domini portador de carboxil de biotina (BCCP): domini que conté entre 69-73 residus d'aminoàcids al qual s'uneix covalentment un grup de biotina mitjançant un residu de lisina. Aquest domini interacciona amb el domini BC, ja que accepta un ió bicarbonat a mesura que l'ATP es converteix en ADP. Finalment, el complex- BCCP-biotina transferirà aquest ió al domini carboxil transferasa (CT).[14]
- Domini de tetramerització (PT)[cal citació]

- Staphylococcus aureus: forma simètrica del piruvat carboxilasa. Creada amb el banc de dades de BioViz Studio

Segons la disposició d'aquests components i les estructures que els acompanyen, s'han identificat dues possibles estructures de la PC: la simètrica i l'asimètrica, denominades Staphylococcus aureus PC i Rhizobium etli PC, respectivament. El tetràmer de Staphylococcus aureus PC, quan s'uneix a l'acetil-CoA, es conforma amb una simetria 222. Aquesta simetria, en cristal·lografia química, rep el nom d'hemièdria enantiomòrfica. Les estructures amb aquesta simetria tenen un eix principal i un eix binari ordinari perpendicular al principal. El tetràmer de Rhizobium etli PC conté acetil-CoA i té només un eix de simetria.

## Mecanisme de reacció
El mecanisme de reacció precís de la piruvat carboxilasa inclou tres passos:
1. Activació del CO2 (que està present en solució aquosa com a hidrogencarbonat–anió HCO3−) per formar: 
{\displaystyle \mathrm {HCO_{3}^{-}+\ ATP\longrightarrow HOCO_{2}{\mathord {-}}PO_{3}^{2-}+ADP} }
2. Addició del carboxifosfat a la biotina (àtom N1):
{\displaystyle \mathrm {Enzim{\mathord {-}}biotina+HOCO_{2}{\mathord {-}}PO_{3}^{2-}+{\text{2 }}H_{2}O\longrightarrow Enzim{\mathord {-}}biotina{\mathord {-}}COO^{-}+P_{i}+{\text{2 }}H_{3}O^{+}} }
3. Transferència del grup carboxi activat al piruvat:
{\displaystyle \mathrm {Enzim{\mathord {-}}biotina{\mathord {-}}COO^{-}+Piruvat\longrightarrow Enzym{\mathord {-}}Biotin+Oxalacetat} }

La primera reacció parcial implica la formació d'un carboxifosfat molt làbil, que posteriorment s'unirà a la biotina per formar el complex enzim–carboxibiotina a la segona reacció parcial. S'ha demostrat que la subunitat de biotina carboxilasa d' Escherichia coli ACC pot fosforilar l'ADP del fosfat de carbamoil (anàleg del carboxifosfat) per tal de formar ATP. A més a més, cal afegir acetil-CoA per tal que la biotina es pugui transferir al grup carboxil per formar carboxibiotina, el producte de la segona reacció parcial.
La tercera i última reacció parcial implica la transferència del grup carboxi de la carboxibiotina al piruvat per formar oxalacetat. Es va proposar que la unió del piruvat indueix la carboxibiotina a passar al segon sublloc, on es desestabilitza. Aquesta hipòtesi va ser confirmada per Goodall, que va demostrar que una sèrie d'anàlegs de piruvat poden induir la translocació de carboxibiotina al segon sublloc. Tal com mostra l'última reacció, aquesta necessita l'eliminació d'un protó del piruvat, la transferència del grup carboxi i la reprotonació de la biotina per tal que es dugui a terme. Mitjançant l'ús de la biotina com a coenzim, el piruvat carboxilasa, com qualsevol altre enzim dependent de la biotina, també és susceptible a la inhibició per l'avidina, que s'uneix de manera irreversible a la biotina com a complex avidina–(biotina)4. Un mal funcionament del piruvat carboxilasa o la manca d'aquest, condueix a la seva deficiència.

## Tipus d'enzim
La piruvat carboxilasa es troba dins de la família de les carboxilases dependents de la biotina. Aquesta família d'enzims contenen biotina carboxilasa (BC), carboxil transferasa (CT) i components de proteïnes portadores de biotina-carboxil. Algunes funcions destacades que duen a terme els enzims mencionats són el metabolisme dels àcids grassos, el metabolisme dels aminoàcids, el metabolisme dels carbohidrats, la biosíntesi de policètids, la utilització d'urea i altres processos cel·lulars.
Aquests tipus d'enzim estan molt distribuïts per la natura, ja sigui a bacteris, arqueus, fongs, algues, plantes i animals. En alguns microorganismes, aquesta família d'enzims pot realitzar, a més a més, la fixació de CO2, l'assimilació de metanol, de l'acetil-CoA i el 3-hidroxipropionat, la biosíntesi de l'àcid micòlic i els greixos ramificats amb metil, el metabolisme dels terpenoides i la utilització de la urea com a font de nitrogen.

### Piruvat carboxilasa en adipòcits
S'ha relacionat el piruvat carboxilasa amb la síntesi de novo dels àcids grassos. Hi ha enzims gluconeogènics clau, per exemple la glucosa-6-fosfatasa, que no es troben al teixit adipós. Per altra banda, la PC es troba en abundància als adipòcits. En aquestes cèl·lules, la PC proporciona oxalacetat per a la posterior conversió a citrat, que és transportat al mitocondri i és transformat en oxalacetat i acetil-CoA. L'acetil-CoA s'encarregarà de la síntesi d'àcids grassos de cadena llarga. A continuació es mostra un esquema simplificat de la conversió de piruvat a oxalacetat i d'oxalacetat a citrat.

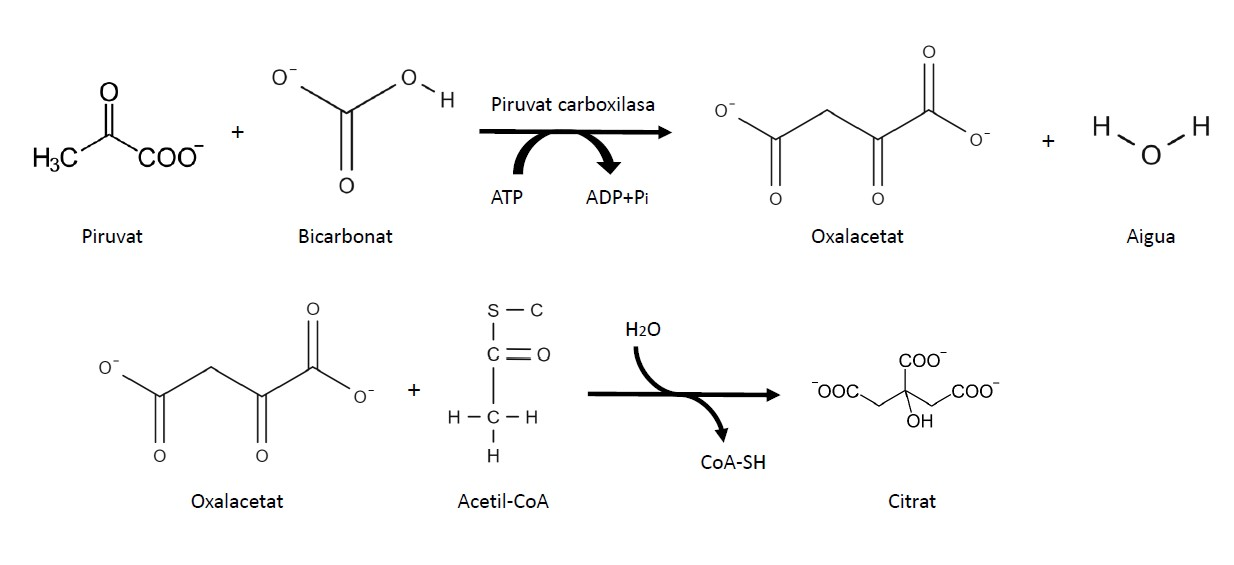
Reaccions simplificades del procés de creació del citrat. Inicialment es té un piruvat que, amb bicarbonat i la participació del PC i un ATP, formen oxalacetat i aigua. Aquest oxalacetat és combinat amb acetil-CoA i forma citrat.

A més a més, la PC també participa en la gliceroneogènesi (via de síntesi del glicerol de gran importància per reesterificar àcids grassos), que és un procés necessari per reduir alts nivells d'àcids grassos no esterificats. Altre cop, la PC proporciona oxalacetat i, aquest cop, per formar fosfoenol piruvat (PEP, de l'anglès phosphoenolpyruvate) a través del PEPCK-mitocondrial fosfoenolpiruvat carboxiquinasa (PEPCK, de l'anglès phosphoenolpyruvate carboxykinase) mitocondrial i després a glicerol a través de la gliceroneogènesi.

### Piruvat carboxilasa en astròcits
Amb l'ajuda del piruvat deshidrogenasa, el piruvat carboxilasa pot arribar a produir energia convertint-se en acetil-CoA. Per altra banda, la PC altre cop pot formar oxalacetat, que participarà posteriorment al cicle de l'àcid tricarboxílic. Aquest cicle pren importància en la respiració aeròbica de les cèl·lules. Els astròcits, cèl·lules que formen part del sistema nerviós i es troben al cervell i a la medul·la espinal, empren α-cetoglutarat i γ-aminobutíric com a neurotransmissors. La PC és de gran importància perquè contribueix a crear α-cetoglutarat.

### Piruvat carboxilasa en cèl·lules pancreàtiques
La piruvat carboxilasa té un paper important en la regulació del nivell d'insulina en el pàncrees. A més de ser un dels components en la reacció anapleròtica per formar oxalacetat, també intervé en la formació de NADPH. Per obtenir alts nivells de NADPH, es realitza el denominat cicle del piruvat, que té lloc entre el mitocondri i el citoplasma. L'oxalacetat, que ha estat sintetitzat per la PC, es converteix en malat o citrat i surt del mitocondri amb l'ajuda de la llançadora piruvat/malat o citrat/piruvat. Aquestes llançadores actuen com a cicles, de tal manera que la producció de NADPH és considerablement elevada.
S'ha demostrat que la PC que entra al mitocondri acaba formant part de dos grups: un derivat de la glucòlisi que s'oxida a acetil-CoA amb piruvat deshidrogenasa i un altre grup que s'obté amb la participació de la PC en el cicle de l'àcid tricarboxílic. Això implica l'activitat catalítica de la PC, ja que aquest últim grup es relaciona amb la secreció d'insulina.

## Transcendència clínica
En condicions de sobrenutrició, els nivells de piruvat carboxilasa es veuen incrementats a les cèl·lules β-pancreàtiques. D'aquesta manera, el cicle del piruvat s'accelera i dona resposta als alts nivells de glucosa en sang, que són més elevats del que és considerat normal. Per altra banda, els nivells de piruvat carboxilasa al fetge disminueixen a causa de la presència de la insulina, ja que el teixit adipós s'expandeix i expressa de manera extrema piruvat carboxilasa i altres enzims lipogènics.
Els nivells de glucosa es troben controlats (control hepàtic) en situacions de sobrenutrició quan es tracta d'una persona sense diabetis tipus 2. En aquest cas, la glucosa ja no és regulada per la insulina i les cèl·lules β es troben exposades a la glucosa, cosa que provoca una disminució de l'activitat de l'enzim i del cicle del piruvat a l'hora d'alterar les cèl·lules β.
Mentre tot això està succeint, el teixit adipós genera resistència a la insulina i es comencen a acumular triacilglicèrids i àcids grassos en sang, cosa que disminueix encara més l'expressió del piruvat carboxilasa.

### Deficiència de piruvat carboxilasa
En condicions normals, l'excés de piruvat es deriva a la gluconeogènesi, que s'encarrega de la conversió de piruvat en oxalacetat, però quan hi ha un dèficit de piruvat carboxilasa, l'excés de piruvat es converteix en lactat. És per això que la deficiència de piruvat carboxilasa pot provocar acidosi làctica deguda a l'acumulació de lactat en sang. Aquesta afecció provoca hiperventilació (per tal de reduir el CO2 i normalitzar el pH) de manera que la persona afectada pot patir confusió i letargia i en casos greus, pot provocar xoc hipovolèmic o la mort.
A més, si la gluconeogènesi es veu afectada per una manca de piruvat carboxilasa, hi pot haver hipoglucèmia, ja que aquesta via metabòlica s'encarrega de mantenir l'equilibri del sucre en sang.
La deficiència de piruvat carboxilasa es presenta en les persones afectades com a un retard de creixement, desenvolupament, convulsions freqüents i acidosi metabòlica. Es pot dividir-ho en tres tipus: A, B i C. En el tipus A (infantil); els infants afectats moren durant la infància; en el tipus B (neonatal greu), els nounats afectats presenten hepatomegàlia, a més de moviments anòmals i moren durant els tres primers mesos de vida i en el tipus C (intermitent/benigne), el desenvolupament neuronal de les persones afectades és normal (en alguns casos poden presentar un retard lleu) i totes manifesten acidosi metabòlica episòdica.

## Assessorament genètic
La deficiència de piruvat carboxilasa és transmesa de manera autosòmica recessiva. Si els dos progenitors són portadors de la deficiència, el descendent tindrà un 25 per cent de probabilitat de ser afectat pels dos gens (aa), un 50 per cent de no estar afectat però presentar una variant patògena (Aa) i un 25 per cent d'heretar els dos gens normals (AA).

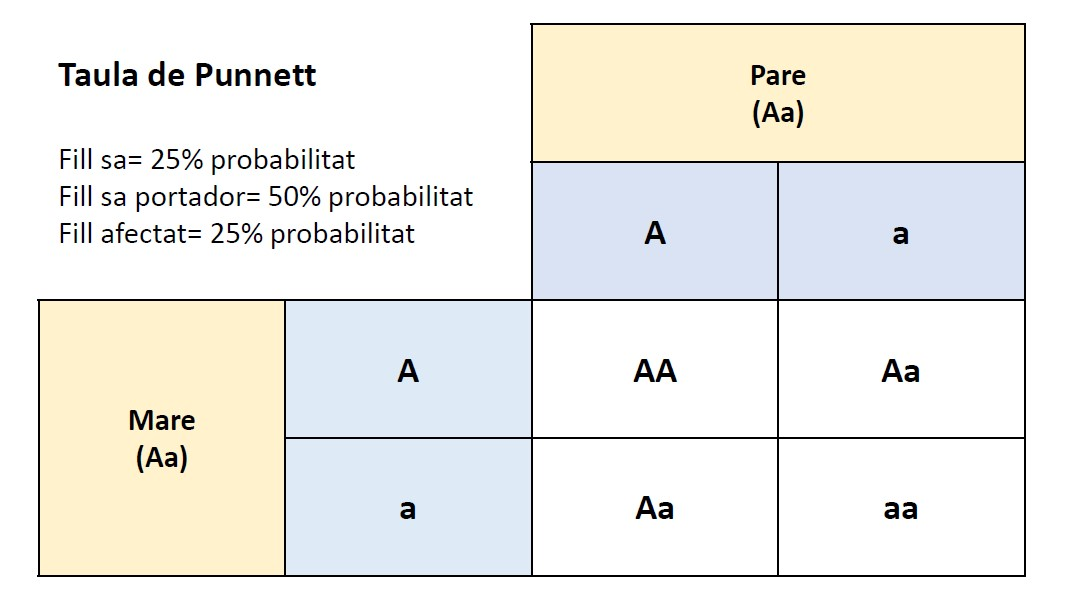
S'observa l'afectació que tenen els descendents amb pares portadors de la deficiència de piruvat carboxilasa. Els descendents tenen un 25% de probabilitats de ser afectats per la deficiència, un 25% de probabilitats de no ser afectats i un 50% de probabilitats de ser-ne portadors.